# Стоттс-Сіті (Міссурі)
Стоттс-Сіті (англ. Stotts City) — місто (англ. city) в США, в окрузі Лоуренс штату Міссурі. Населення — 167 осіб (2020).

## Географія
Стоттс-Сіті розташований за координатами 37°6′6″ пн. ш. 93°56′54″ зх. д. / 37.10167° пн. ш. 93.94833° зх. д. (37.101780, -93.948284).  За даними Бюро перепису населення США в 2010 році місто мало площу 1,33 км², уся площа — суходіл.

## Демографія
Згідно з переписом 2010 року, у місті мешкало 220 осіб у 84 домогосподарствах у складі 53 родин. Густота населення становила 166 осіб/км².  Було 108 помешкань (81/км²).
Расовий склад населення:
| - 93,2 % — білих - 0,9 % — чорних або афроамериканців - 0,5 % — корінних американців - 3,2 % — осіб інших рас |

До двох чи більше рас належало 2,3 %. Частка іспаномовних становила 5,9 % від усіх жителів.
За віковим діапазоном населення розподілялося таким чином: 20,9 % — особи молодші 18 років, 61,8 % — особи у віці 18—64 років, 17,3 % — особи у віці 65 років та старші. Медіана віку мешканця становила 42,0 року. На 100 осіб жіночої статі у місті припадало 100,0 чоловіків;  на 100 жінок у віці від 18 років та старших — 107,1 чоловіків також старших 18 років.
За межею бідності перебувало 38,2 % осіб, у тому числі 62,8 % дітей у віці до 18 років та 0,0 % осіб у віці 65 років та старших.
Цивільне працевлаштоване населення становило 52 особи. Основні галузі зайнятості: виробництво — 42,3 %, роздрібна торгівля — 23,1 %, освіта, охорона здоров'я та соціальна допомога — 17,3 %.